# Figlie della misericordia
Le Figlie della Misericordia sono un istituto religioso femminile di diritto pontificio.

## Storia
La fondazione della congregazione è attribuita al vescovo di Città di Castello Giovanni Muzi (1772-1849) che, come presidente della deputazione degli ospedali uniti della città, nel 1841 affidò la cura dei malati ricoverati nell'ospedale cittadino a una comunità orfane e trovatelle ricoverate nell'annesso conservatorio.
Durante l'episcopato del beato Carlo Liviero (1910-1932) le Figlie della Misericordia si sono aperte anche a una presenza nel campo educativo e al servizio in opere anche fuori della diocesi di origine. Nel corso del XX secolo giungono anche a costituire, per diversi decenni, una significativa presenza in Lombardia.
Nel 2011 è stata avviata una presenza missionaria in Ruanda e nel 2014 le due prime postulanti indigene hanno professato nell'istituto.

## Attività e diffusione
Le Figlie della Misericordia si dedicano all'assistenza ai malati, nell'ospedale e a domicilio, all'istruzione della gioventù, alle opere parrocchiali e alle missioni.
Sono presenti in Italia (Città di Castello, Lama e Perugia) e in Ruanda (Kizibere e Kabgai). La casa generalizia è a Città di Castello.
Alla fine del 2008 la congregazione contava 28 religiose in 5 case.